# نيكولا ويمر
نيكولا ويمر (بالألمانية: Nicolas Wimmer)‏ هو لاعب كرة قدم نمساوي، ولد في 15 مارس 1995 في النمسا. لعب مع ASKÖ Donau Linz ‏.

## وصلات خارجية
- نيكولا ويمر على موقع قاعدة بيانات كرة القدم.إي يو (الإنجليزية)
- نيكولا ويمر على موقع Soccerway.com (الإنجليزية)
- نيكولا ويمر على موقع عالم كرة القدم.نت (الإنجليزية)